# Aitziber Porras
Aitziber Porras (née le 9 mai 1978) est une joueuse espagnole de rugby à XV de 1,83 m pour 86 kg, occupant le poste de deuxième ligne (n°4 ou 5) pour le club de Gaztedi R.T. et en sélection nationale pour l'équipe d'Espagne.

## Biographie
Aitziber Porras participe au Tournoi des six nations féminin et a été sélectionnée pour la Coupe du monde de rugby féminine 2006.

## Palmarès
- 17 sélections en équipe d'Espagne
- participations au Tournoi des six nations féminin
- participations aux Coupe du monde de rugby féminine 2002 et Coupe du monde de rugby féminine 2006